# アエルマッキ SF-260
アエルマッキ SF-260
SF-260EA
- 用途：曲芸飛行機、練習機、COIN機
- 設計者：ステリオ・フラティ
- 製造者：SIAI-マルケッティ（現アレーニア・アエルマッキ）
- 運用者

  -  イタリア（イタリア空軍）
  -  ベルギー（ベルギー空軍）
  -  トルコ（トルコ空軍）
  -  スリランカ（スリランカ空軍）他
- 初飛行：1964年7月15日
- 生産数：860機
- 運用状況：現役

アエルマッキ SF-260 (イタリア語: Aermacchi SF-260) は、イタリアのアレーニア・アエルマッキが製造する軽飛行機で、曲芸飛行機および練習機として販売されている。
当初は、ステリオ・フラティがアヴィアミラノ社のためにF.250として設計し、この権利をSIAI-マルケッティ社が取得してSF-260として開発した。1964年7月15日に試作初号機が初飛行し、1960年代後半からアメリカ合衆国で販売開始。1997年にSIAI-マルケッティがアエルマッキに買収されてからは同社の製品となった。
軍民問わず広く採用され、現在も製造が続けられている。

## 設計

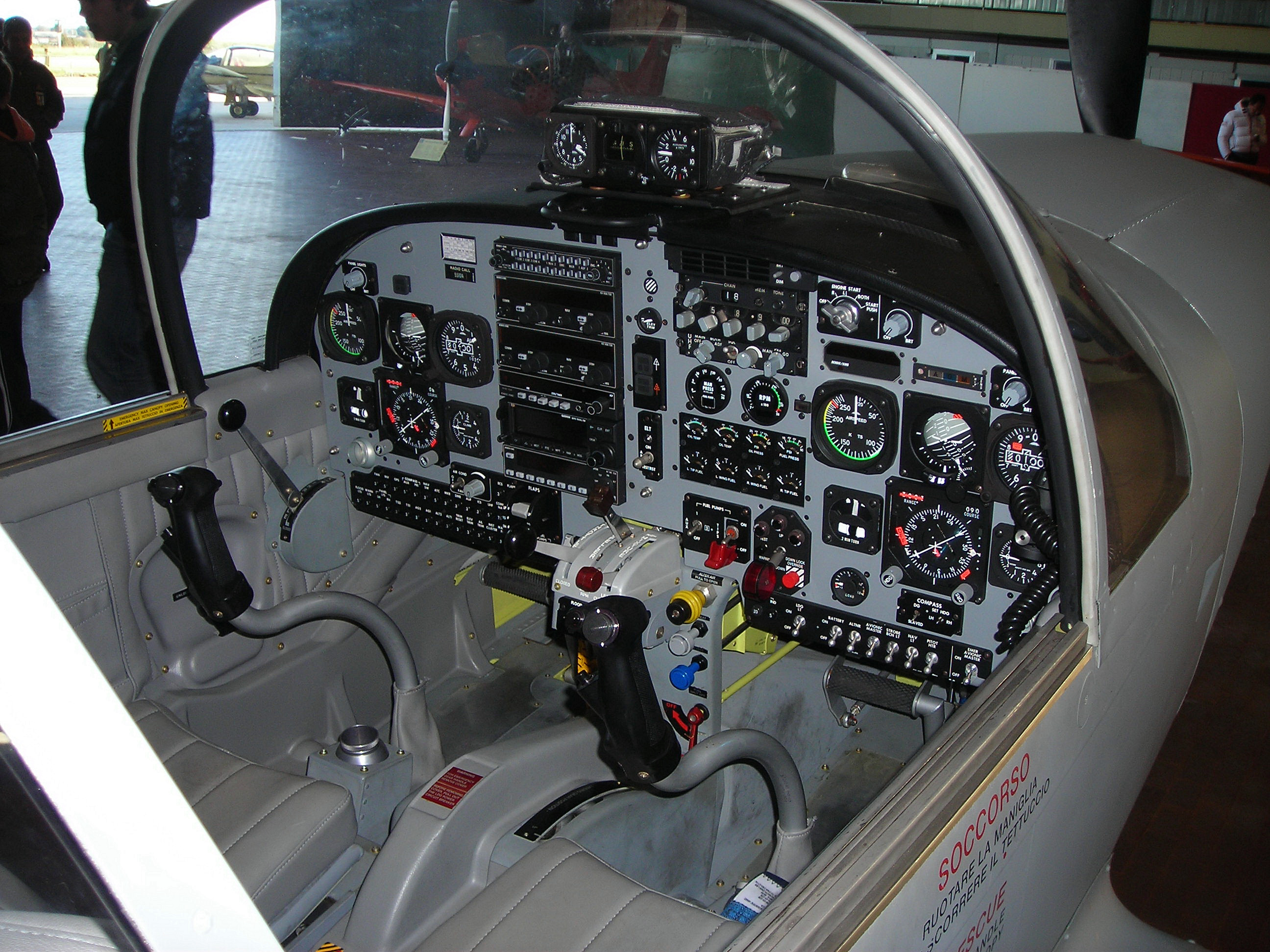
操縦席
主操縦士が座る右座席側に主要な計器が集中しているのがわかる

正統的な低翼配置や三輪式主脚をもち、機体が全体的に流線形であることを特徴とする。主翼端には固定式の増槽を持つ。操縦席はサイド・バイ・サイド方式だが、スロットルやプロペラ、混合気の制御を左手で行えるようにするため、主操縦士が右側の座席に座るという通常とは逆の配置になっている。また、後部に追加で1席設けることで、オブザーバーを乗せることもできる。
エンジンは設計当初のライカミング・エンジンズ社製O-540-AIDから、O-540-E4A5にアップグレードされ、該当クラスにおける100キロ周回コースと1000キロ周回コースの世界記録を持つ。機体は+6Gから-3Gの間で曲技飛行が可能で、その高性能さと高価な機体価格から「スポーツ航空界のフェラーリ」と呼ばれている。
1970年には軍用の練習機型SF-260Mが初飛行し、1976年からイタリア空軍向けのSF-260AMが製造された。軽攻撃機型のSF-260Wウォリア(Warrior)は主翼下に設けた2箇所あるいは4箇所のハードポイントに各種武装を搭載でき、ローデシア、リビアなどいくつかの国で実戦投入されている（後述）。このSF-260Wのエンジンをターボプロップ化したのがSF-260TPだが、現在は製造を終了している。2005年には、イタリア空軍が最新型SF-260EAを30機取得した。

## 実戦

### チャド内戦（リビアのチャド侵攻）
リビア空軍は練習機としてSF-260Wを大量購入した。1970年代からリビア軍は、親リビアの反政府勢力を支援するべくチャドに侵攻（チャド・リビア紛争）。この際、チャド軍及び民兵組織に対する空爆手段としてSF-260Wが用いられた。しかし、1987年にはフランス軍の全面支援を受けたチャド軍が逆襲。その結果、チャド国内に構築されたリビア軍基地からL-39（SF-260同様にCOIN機として使用）、MiG-25防空戦闘機、各種地対空ミサイルなど数多くの装備が鹵獲された。この中には運用可能な2機のSF-260W（このほかに7機程度が撃墜もしくは地上で破壊されたといわれる）が含まれており、2機はチャド空軍に編入された。この機体はリビア軍への攻撃に投入されたといわれており、リビアがチャド内戦から手を引いた後も使用されていた。2021年現在のチャド空軍はより強力なSu-25対地攻撃機、ピラタス PC-7練習機、Mi-24攻撃ヘリコプター等を保有しているが、（同国の政治的変遷により）リビアから余剰機が供与（もしくは贈与）されるなどしてSF-260も練習機として少数が運用されている。

### 2011年のリビア内戦
リビアのSF-260Wはその後も練習機として使用されており、2011年リビア内戦時にも現役であった。同年5月7日には、カダフィ側空軍のSF-260が、同年3月にNATOがリビア上空に設定した飛行禁止区域を潜り抜け、反カダフィ勢力の支配地であったミスラタの燃料貯蔵施設への攻撃に成功している。

### ブルキナファソ
ブルキナファソ空軍のSF-260が、1985年12月に発生したマリとの国境紛争アガチャー・ストリップの戦いに出動したといわれている。

### ローデシア紛争
ローデシア空軍が、COIN機としてSF-260を使用していた。
同空軍のSF-260は、ジンバブエ空軍に練習機として継承された。

### スリランカ内戦
スリランカ空軍がSF-260TPをタミル・イーラム解放のトラへの攻撃に使用した。元来は練習機として購入されたものであったが、COIN任務にも投入された。同空軍はより能力の高いプカラを配備したがこちらは早期に退役し、結果的にSF-260が長期間COIN任務に用いられた。

### ニカラグア内戦
カダフィ政権時代のリビア空軍から、6機程度がサンディニスタ政権のニカラグア空軍に贈与された。この機体は、練習機として使用される一方で、コントラに対する軽攻撃にも使用された。使用は短期間であり、後にこれらの機体はアメリカの民間市場に放出された。

### フィリピン
フィリピン空軍のSF-260は、ミンダナオ島でのISILに呼応したアブ・サヤフとの戦闘において、対地攻撃任務に投入された。マラウィの戦いにおいては急降下爆撃が行なわれた。

## 派生型
- SF-260A/B/C/D：民間型。
- SF-260M：軍用練習機型。緊急用キャノピーリリース機構や二重操縦装置を標準装備し、計器飛行訓練に対応した機材を搭載。
- SF-260AM：イタリア空軍向け。
- SF-260Wウォリア：軽攻撃機型。リビア向けの機体は政治的理由によりアビオニクスがフランス製に変更されている。
- SF-260SWシーウォリア：漁業保護を主任務とした海洋哨戒機型。左翼先端にレーダーポッドを搭載。原型機1機のみ製造。
- SF-260TP：SF-260Wのエンジンをアリソン250-B17Dターボプロップエンジンに換装した型。
- SF-260E：SF-260Mに続く軍用練習機型。ベースはSF-260D。
- SF-260EA：イタリア空軍向けの最新型。
- SF-260F：燃料噴射装置付きエンジンを搭載。
- SF-260TD：ターボプロップ型の最新型。

## 採用国

### 軍用

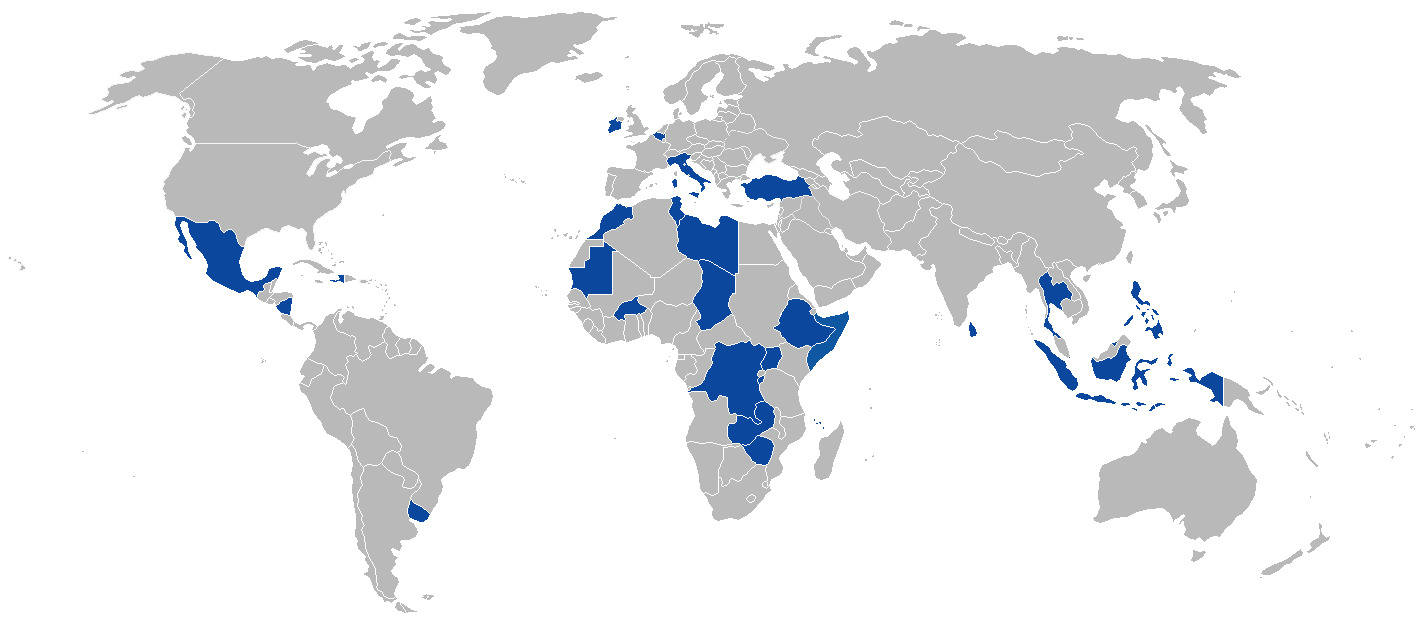
採用国

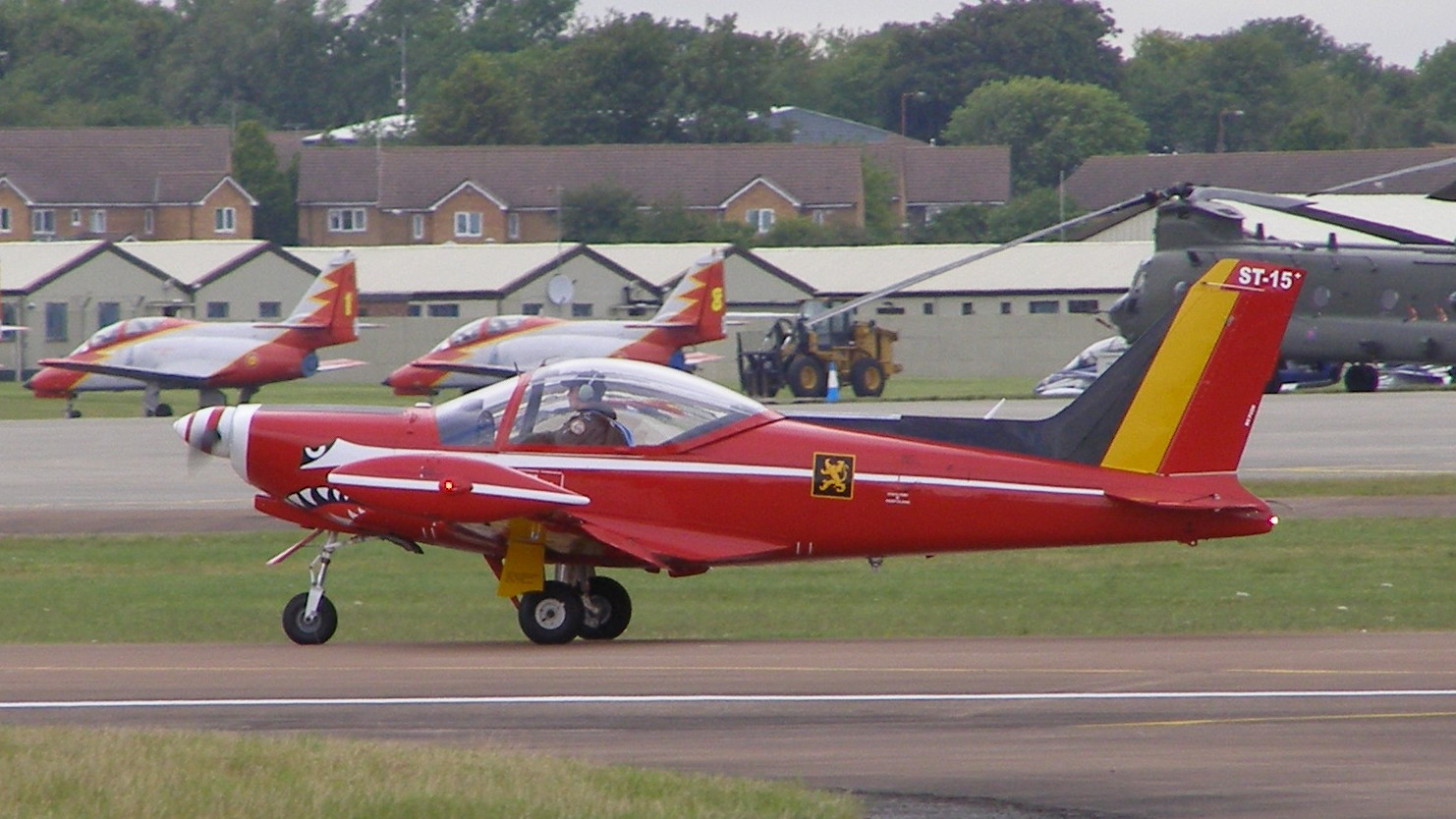
ベルギー空軍の曲技飛行隊「レッド・デビルス」のSF-260M

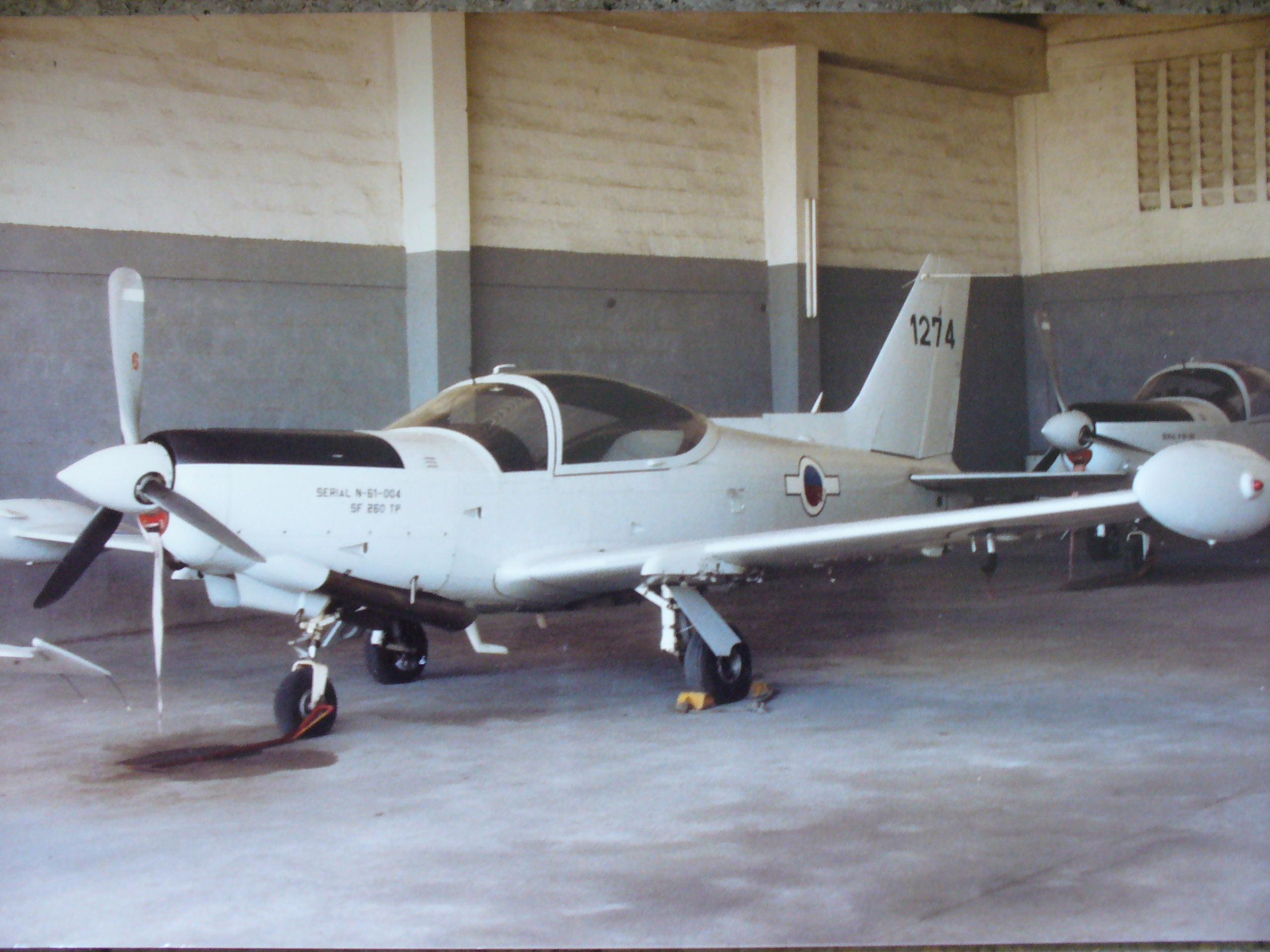
ハイチ空軍のSF-260TP

- ベルギー：2024年時点で、ベルギー航空構成部隊が9機のSF-260D、23機のSF-260Mを保有[5]。
- ブルネイ：退役済み
- ブルンジ
- ブルキナファソ：一部の機体はリビアから贈与された。
- ビルマ：退役済み。COIN機及び練習機として用いられたものの、1980年代末期からの経済制裁による燃料（ガソリン）不足から早期に退役。大半がスリランカ空軍に売却され、少数がアメリカの個人の航空機コレクターの手に渡った。1機がネピドーの国防博物館に野外展示されている。
- チャド：チャド内戦に介入したリビア空軍から鹵獲。内戦終結後、リビアから複数の機体が供与された。
- コモロ：1977年にコモロ警察からSF-260C17機とSF-260W14機が発注されたが、これらは全機が旧ローデシアに引き渡されたとみられる。さらに3機のSF-260が発注されたが、これらは引き渡されず、2機がアメリカに転売されたともいう。しかしながら、2007年にはコモロ国軍には5機のSF-260が在籍していた。
- エチオピア
- ハイチ：退役済み
- インドネシア
- アイルランド：退役済み
- イタリア
- モロッコ - モロッコ空軍がSF-260Mを採用[6]。退役済み[7]。
- リビア - カダフィ政権時代にSF-260Wを240機発注。実際に引き渡された数は不明。1977年から1978年に引き渡され、機体の一部はリビア国内でノックダウン生産された。当時すでに米国とリビアの関係が悪化していた事から計器類が米国製からフランス製に切り替えられている。大半の機体が空軍士官学校における練習機として使用されていたが(1977年からイタリア人教官が派遣され、1982年ごろには現地人の教官が多数を占めたが制裁強化までイタリアの協力は続いた)、COIN機として実戦に投入される事もあった。一部の機体はブルキナファソやニカラグア、ウガンダに贈与されている。また、COIN機としてチャドで使用された機体は同軍に鹵獲された他、2006年には当時の親リビア政権に数機が引き渡されている。また、この時期にはアエルマッキ社によるオーバーホールが行なわれており、十数機が修理された。大量に保有している事もあり、カダフィ政権崩壊後の2021年現在も使用されている。
- モーリタニア
- メキシコ
- ニカラグア：退役済み
- フィリピン
- シンガポール
- ソマリア：退役済み
- スリランカ：退役済み。南昌 初教六型に更新。
- タイ
- チュニジア
- トルコ
- ウガンダ
- アラブ首長国連邦
- ウルグアイ
- ベネズエラ
- ザイール：退役済み
- ザンビア
- ジンバブエ（旧ローデシア）

### 民間
民間向けは約180機が生産された。航空会社におけるパイロットの練習機として採用される事が多かった。これらの多くは後に個人のユーザーに売却された。
- エアコンバットUSA - 民間人向けに空中戦を体感できるアトラクションを行なう企業。同社の「戦闘機」として採用されている。
- サベナ航空
- アリタリア
- ロイヤル・エア・モロッコ
- ブリティッシュ・ミッドランド航空

## 仕様 (SF-260)
出典: Observer's book of Aircraft
諸元
- 乗員: 1名
- 定員: 2名
- 全長: 7.10 m （23 ft 4 in）
- 全高: 2.41 m （7 ft 11 in）
- 翼幅: 8.35 m（27 ft 5 in）
- 翼面積: 10.1 m² （109 ft²）
- 空虚重量: 765 kg （1,488 lb）
- 最大離陸重量: 1,300 kg （2,866 lb）
- 動力: ライカミング O-540-E4A5 水平対向エンジン、195kW （260馬力）   × 1

性能
- 最大速度: 441 km/h （236 ノット, 276 mph）
- 航続距離: 2,050 km （1,107 海里, 1,274 mi）
- 実用上昇限度: 5,790 m （19,000 ft）
- 上昇率: 546 m/min （1,791 ft/min）

## 登場作品
『007 慰めの報酬』
主人公が乗るDC-3を追撃する航空機として、ガンポッドを装備したSF-260TPが登場。